# Андрей Шустр
Андрей Шустр (чеськ. Andrej Šustr; 29 листопада 1990, м. Пльзень, ЧССР) — чеський хокеїст, захисник. Виступає за «Тампа-Бей Лайтнінг» у Національній хокейній лізі. 
Вихованець хокейної школи ХК «Пльзень». Виступав за Небраський університет в Омасі (NCAA), «Тампа-Бей Лайтнінг», «Сірак'юс Кранч» (АХЛ).
В чемпіонатах НХЛ — 118 матчів (1+20), у турнірах Кубка Стенлі — 23 матчі (1+1).
У складі молодіжної збірної Чехії учасник чемпіонату світу 2010.